# Eduardo Santos Montejo
Eduardo Santos Montejo (Bogotá, 28 de agosto de 1888 - 27 de marzo de 1974) fue un abogado, periodista, empresario de medios, humanista y político colombiano. Presidente de Colombia entre el 7 de agosto de 1938 y el 7 de agosto de 1942. Fue miembro del Partido Liberal Colombiano.
Como periodista, Santos escribió y fue director del periódico El Tiempo, desde el cual defendió los intereses del Partido Liberal y sus propias aspiraciones políticas. Lo compró a su fundador, Alfonso Villegas, en 1913, y se mantuvo en esa posición hasta su muerte en 1974, convirtiéndolo en el medio de comunicación más importante e influyente de Colombia.
Santos ejerció la presidencia de la República de Colombia entre 1938 y 1942, en el gobierno conocido como La Gran Pausa, en contraste con el modelo de la Revolución en Marcha de su antecesor y rival político e ideológico Alfonso López Pumarejo, de corte más social. Durante su gobierno estalló la Segunda Guerra Mundial, y logró mantener a Colombia al margen del conflicto internacional.
Firmó el primer tratado limítrofe con Venezuela, creó el Ministerio del Trabajo, dando importancia a los movimientos sindicales, que empezaron a surgir a partir de la década de los 20; el Fondo Nacional del Café y el Instituto Agustín Codazzi, e inauguró la Radio Nacional de Colombia. También impulsó un pacto de cuotas cafeteras para promover la comercialización del café colombiano en medio de la guerra. 
Políticamente, Santos fue uno de los liberales más importantes de Colombia, siendo jefe del Partido Liberal, y ejerciendo gran influencia en las decisiones políticas de su país, aún después de haber dejado el poder, y por casi 50 años. En los años 50, por ejemplo, se vio obligado a cerrar su periódico por ser crítico a la dicatura militar, y fue uno de los abanderados de la transición pacífica a la democracia, luego de la renuncia del general Gustavo Rojas Pinilla en 1957.
Se le considera como uno de los grandes humanistas del siglo XX en Colombia. También destacó como miembro y presidente de la Academia Colombiana de Historia durante los años cuarenta y cincuenta, y perteneció a la Gran Logia Masónica de Colombia. Los Santos son parte de las "cinco familias de Colombia", pues son uno de los clanes políticos que más presidentes han aportado al país. Era descendiente de la heronía de la independencia, Antonia Santos, y el expresidente Juan Manuel Santos es su sobrino nieto.

## Biografía
Nació en Bogotá, el 28 de agosto de 1888, en el seno de una familia de periodistas de clase media. Sus padres se instalaron en una casa del sector La Esperanza, en el barrio La Candelaria, en el centro de la capital colombiana. Su padre le leía clásicos de la literatura universal como El Quijote de la Mancha.
Muy joven quedó huérfano de padre, y comenzó sus estudios básicos en el Colegio Mayor de Nuestra Señora del Rosario de Bogotá, y luego obtuvo el título en Derecho y Ciencias Políticas en la Universidad Nacional, en 1908, afirmando años después que la abogacía no le procuraba entusiasmo. Posteriormente, viajó a París a completar su formación en derecho, pero terminó realizando estudios en literatura y sociología.

### Trabajo y adquisición de El Tiempo

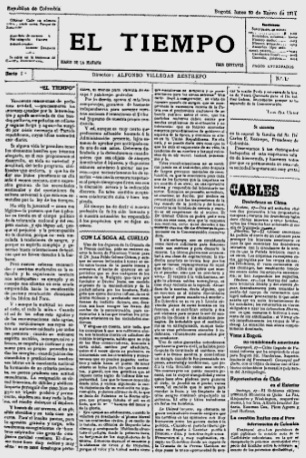
Primer número de El Tiempo, 30 de enero de 1911. Santos trabajó para el periódico desde el segundo número.

Regresó a Colombia en 1910 y se inició en el periodismo bajo la tutela del escritor Tomás Rueda Vargas, con quien volvió a viajar a Europa, desde donde comenzó a colaborar con el recientemente fundado diario El Tiempo, propiedad de su amigo, el periodista Alfonso Villegas Restrepo, que apareció el 30 de enero de 1911. Santos envió colaboraciones al periódico desde Europa, publicando desde el segundo número del tabloide. 
En 1913, Santos regresó a Colombia, y se unió a la redacción del periódico. En 1913, ante el inminente cierre del periódico, Santos lo adquirió de Villegas, y desde ese momento hasta su muerte, se convirtió en director-propietario; por su parte Villegas se convirtió en su cuñado en 1917. 
Santos participó en la formación del movimiento de coalición Unión Republicana, liderada por el político conservador Carlos Eugenio Restrepo, y en asocio con su colega periodista Luis Cano Villegas (director de El Espectador). Restrepo, al llegar a la presidencia en 1914, nombró a Santos en varios cargos intermedios del Ministerio de Relaciones Exteriores. Como activo miembro del republicanismo, emprendió una feroz persecución ideológica y política contra el influyente líder del liberalismo, Rafael Uribe Uribe.

En 1914, Santos apoyó la candidatura del republicano Nicolás Esguerra, quien fue derrotado por el conservador José Vicente Concha, y luego en 1918 la candidatura del poeta conservador Guillermo Valencia (representante de la disidencia conservadora), quien fue derrotado por el oficialista Marco Fidel Suárez, curtido excanciller de Colombia.

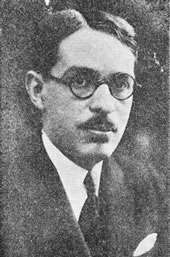
Santos en su joven adultez durante sus inicios en la política

En 1921, con la designación presidencial del conservador Jorge Holguín como sucesor de Suárez -quien se vio obligado a renunciar por sus problemas de gobernabilidad y su avanzada edad-, Santos se apartó del republicanismo y desde El Tiempo buscó finalizar ese proyecto político, regresando oficialmente al Partido Liberal ése mismo año.
El presidente electo Pedro Nel Ospina lo nombró delegado en Washington poniéndose al servicio del embajador Enrique Olaya Herrera, donde permaneció por ocho años, tras la confirmación en el cargo por parte del también conservador Miguel Abadía Méndez; Santos permaneció en Estados Unidos hasta su regreso al país para las elecciones presidenciales de 1930.
Debido a su prestigio como periodista, fue designado director de la campaña electoral del exembajador Olaya Herrera, quien fue elegido presidente. Una vez en el cargo, Olaya le encargó el Ministerio de Relaciones Exteriores, entre el 7 de agosto y el 13 de diciembre de 1930. Durante su breve paso por la cancillería logró que la comunidad internacional se inclinara a favor de las pretensiones territoriales en Leticia con Perú,  suscribiendo un documento que presentó en Ginebra para tal fin. También ocupó un escaño en la Cámara de Representantes y en el Senado, y fue gobernador de Santander entre el 2 y el 26 de mayo de 1931. 
A la par del regreso de Laureano Gómez a la dirección del conservatismo, apoyó la postura liberal de mantenerse en la oposición, pese a que Olaya dio participación a los conservadores en su gobierno. Posteriormente, durante el primer gobierno del liberal Alfonso López Pumarejo se hizo cargo de la delegación colombiana en la Sociedad de Naciones en los Estados Unidos.

### Candidatura presidencial (1938)
Para las elecciones de 1938, la facción moderada y progresista del partido liberal había acordado la candidatura del expresidente Olaya Herrera. Sin embargo Olaya murió enfermo en Roma, en 1937, lo que llevó a que se definiera la candidatura de 1938 entre Santos y el progresista Darío Echandía, quien se retiró cuando las mayorías de Santos se impusieron en las discusiones. A Echandía lo respaldaba López, quien veía en él la continuación de su obra.
A la campaña de Santos también se adhirieron los comunistas, que acababan de ser legalizados en el país, pese a que representaban la facción con la que estaba enemistado dentro de su partido. Santos resultó elegido presidente, pues el partido conservador se había negado a participar de la contienda electoral, gracias a un veto electoral que el líder del partido, Laureano Gómez, impuso a su partido desde 1934, alegando falta de garantías de seguridad y electorales para los conservadores. Fue así como Santos ganó como candidato único, con el 99,7% de la votación total.

### Accidente aéreo de Santa Ana
Días antes de su posesión presidencial, el 24 de julio de 1938, ocurrió el Accidente aéreo de Santa Ana, donde un avión Hawk II F11C de la Fuerza Aérea Colombiana impactó en la tribuna de los asistentes al evento, entre los que se encontraban Santos, López Pumarejo y un joven Misael Pastrana, que quedó afectado por el accidente en sus nervios faciales. Dos hermanas del político liberal Julio César Turbay, fallecieron en el accidente.

## Presidencia (1938-1942)

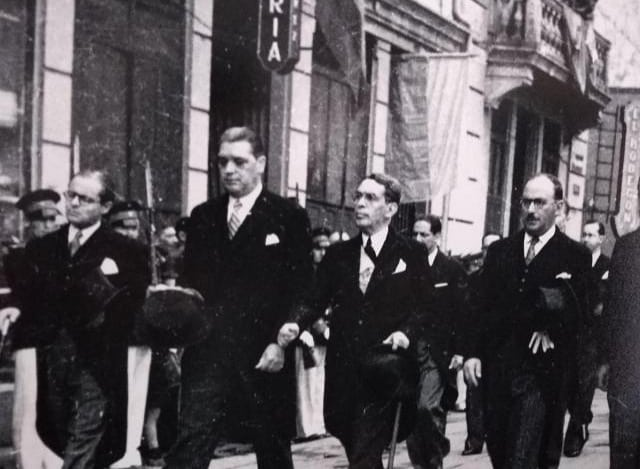
Santos acompañado por su gabinete ministerial, ya posesionado en el cargo, 7 de agosto de 1938

Su gobierno fue llamado "la Gran Pausa", en contraposición a la Revolución en Marcha, de la administración anterior de López Pumarejo, ya que congeló las medidas progresistas para contentar a la Iglesia Católica, el Partido Conservador y los terratenientes colombianos. A pesar de que se le consideraba un opositor de López, no llegó a abolir ninguna de sus leyes ni a revocar ninguna de sus medidas. Santos mantuvo a Colombia en una posición neutral durante la Segunda Guerra Mundial hasta que en 1941 se declaró beligerante en favor de los Aliados.

### Economía y sociedad
Creó el Fondo Nacional del Café y fortaleció el Banco Cafetero buscando fortalecer la Federación Nacional de Cafeteros, cuyo comercio se vio afectado con el estallido de la Segunda Guerra Mundial. Promovió la firma del Pacto Internacional Americano de Cuotas, en 1940, para buscar estandarizar los precios del café.

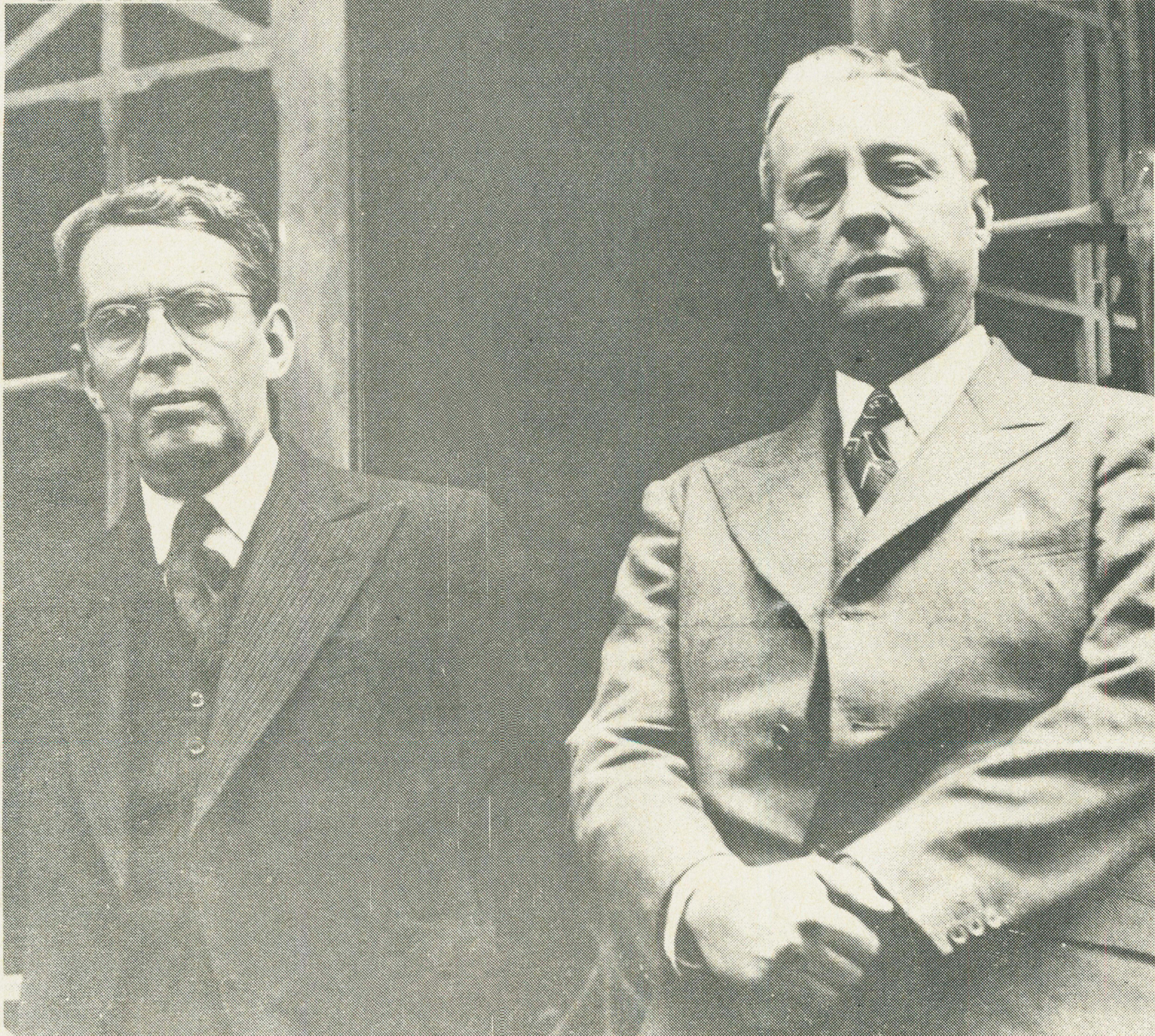
Santos con el político "Pepe" Vives.

También fue el artífice del Ministerio del Trabajo, aprobó el sindicalismo en el país, se estableció el descanso remunerado de los domingos y festivos para los trabajadores del país. También creó el Ministerio de Minas y Petróleo.
En 1939, fundó el Instituto de Crédito Territorial, el Instituto de Fomento Industrial y Municipal, el Fondo Nacional de Ganadería. Fundó la Radiodifusora Nacional de Colombia, entregó los cuarteles de Pamplona, Tunja y Manizales y realizó algunas obras en la Ciudad Universitaria de Bogotá.
Creó la Escuela de Cadetes de Policía General Santander, al sur de Bogotá, el entonces Instituto Geográfico Militar y Catastral pasó a ser una entidad civil, e inició el proyecto de la Flota Mercante Grancolombiana para el impulso del café, que se materializó durante el gobierno de Mariano Ospina Pérez, en 1947.

### La Violencia
En su cuatrienio ocurrió la Masacre de Gachetá, en enero de 1939, un asesinato masivo de conservadores. Ese crimen llevó a que el periódico El Siglo, diario conservador dirigido por Laureano Gómez, acusara al gobierno de haber apoyado la masacre. A pesar de este señalamiento, la investigación concluyó que el gobierno no intervino en el crimen, y que facilitó la investigación.

### Relaciones Exteriores

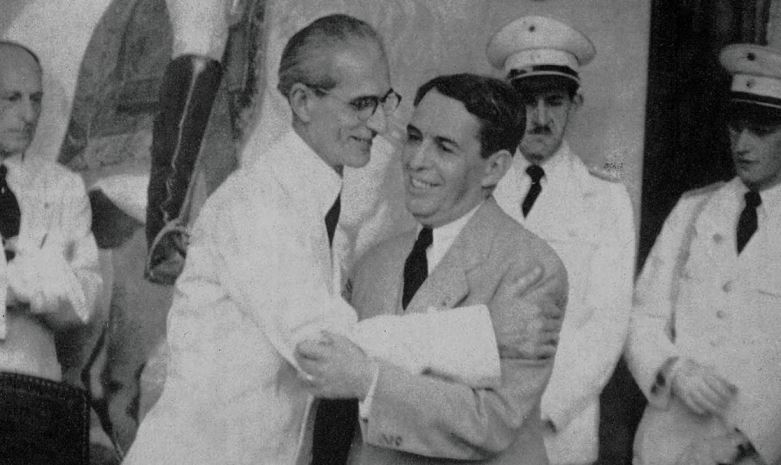
Santos con el militar venezolano López Contreras, 1941

En el plano regional, Colombia firmó con Venezuela, el 5 de abril de 1941, el Tratado López de Mesa-Gil Borges, de delimitación de fronteras terrestres, y elevó a la categoría de embajada las delegaciones colombianas en Argentina, Chile, Ecuador, Estados Unidos, México y Venezuela. Así mismo recibió en visita oficial a su homólogo peruano Manuel Prado Ugarteche.

#### Segunda Guerra Mundial
La confrontación internacional se desató en septiembre de 1939, un año después de la posesión de Santos, quien el 1° de septiembre de ese año, declaró públicamente el deseo de mantener al país en la neutralidad. El siguiente es un fragmento de su discursoː

"Ante la gravedad de los sucesos que se desarrollan en Europa quiero reiteraros la firme resolución del gobierno de Colombia -unánimemente respaldado por su pueblo- de proceder en estrecho acuerdo con los gobiernos de América (...) sobre la base de los principios de solidaridad (y) en la defensa de los bienes esenciales que nos son comunes..."
Eduardo Santos Montejo, 1° de septiembre de 1939

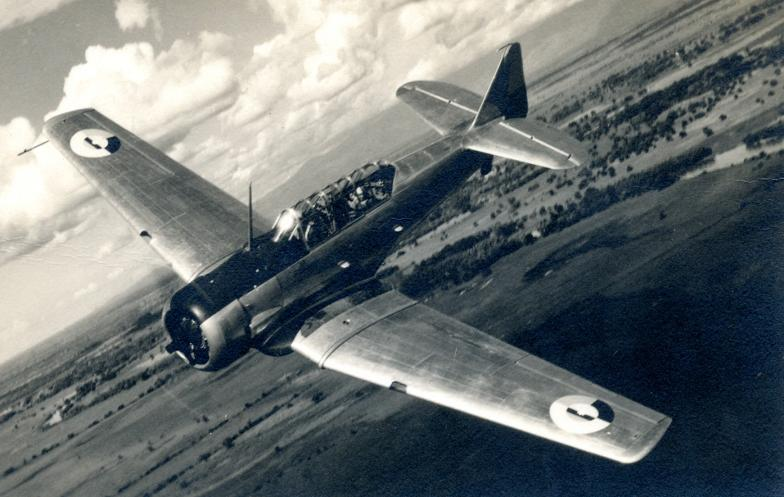
Es la primera aeronave de segunda generación que adquirió la Fuerza Aérea Colombiana durante la Segunda Guerra Mundial. El North American T-6 Texan entró al servicio en 1940.

Inicialmente, el país prestó ayuda logística a Estados Unidos (que, desde hacía pocos años, se había convertido en aliado estratégico del país), incluyendo cooperación económica, uso del suelo colombiano para bases militares estadounidenses, y a partir de 1940, seguimiento a ciudadanos de las naciones que pertenecían al Eje Berlín-Roma-Tokio, que estaban residenciados en Colombia.
El país se mantuvo no beligerante en el transcurso del conflicto, pero para finales de 1941, con el ataque de los japoneses a Pearl Harbor, comenzó a cooperar de manera mucho más comprometida con Estados Unidos. Santos apoyó la expulsión de alemanes del país, debido a la alianza ideológica de Colombia con los norteamericanos dirigidos por Roosevelt. Si bien Santos no envió tropas a la guerra, si prestó asistencia a las tropas norteamericanas. También se rompieron relaciones diplomáticas con los países del Eje. 
Ideológicamente, Santos se mostró más inclinado hacia los aliados que hacia el Eje, mostrándose como colaborador asiduo de los Estados Unidos al estilo del gobierno de Enrique Olaya Herrera, pese a la constante oposición de los conservadores, quienes estaban más cercanos al nazismo por su líder Laureano Gómez. La colaboración de Santos con el presidente Roosevelt llevó a que internacionalmente se reconociera a Colombia como un aliado clave de Estados Unidos en la región.
Dentro de las polémicas por su colaboracionismo con Estados Unidos, durante el mandato de Santos se produjo el cambio de nombre de la aerolínea Scadta por Avianca, supuestamente para cortar cualquier nexo de Colombia con Alemania, aunque en realidad esto se dio por la fusión de la Sociedad Colombo-Alemana de Transportes Aéreos con la empresa Servicio Aéreo Colombiano, en junio de 1940.

##### Refugiados europeos
Eduardo Santos permitió la llegada masiva de refugiados españoles que huían de la guerra civil española y de la dictadura de Francisco Franco, a quienes les ofreció asilo político y trabajo. También recibió a judíos y europeos que huían de los regímenes totalitarios, entre ellos el etnólogo francés Paul Rivet, quien fundó el Instituto Etnológico Nacional, que luego se fusionó con otras entidades para la creación del Instituto Colombiano de Antropología e Historia.

### Controversias
Las negociaciones para la firma de un nuevo concordato con la Santa Sede en 1939, donde restringía el poder de la Iglesia Católica en la sociedad y el Estado contaron con la oposición de Laureano Gómez, que consideró la postura de Santos como favorecedora de la masonería (ya que Santos era masón). La cercanía de Gómez con el fascismo llevó a una confrontación con Santos, puesto que también se opuso a la adhesión de Colombia a la causa estadounidense contra Alemania.
En 1941 fue adquirido un automóvil Cadillac Phaeton para el transporte presidencial. Esto fue objeto de críticas, dado que los equipos especializados que le incorporaron al vehículo para su mejora excedían el valor del presupuesto inicial. Además, el carro estaba hecho para alcanzar grandes velocidades, pero se desaprovechó por completo esa función pues no podía desplazarse a gran velocidad en las caravanas presidenciales.
Ordenó la demolición de la iglesia de Santo Domingo para construir el Palacio de Comunicaciones, una decisión con mucha oposición y que en la actualidad se considera que acarreó una de las mayores pérdidas patrimoniales de Bogotá. La construcción en la actualidad se conoce como Edificio Manuel Murillo Toro, nombrado así por el presidente homónimo, y que hoy es la sede del Ministerio de Tecnologías de la Información y la Comunicación.

#### Injerencia en las elecciones de 1942
Para las elecciones presidenciales programadas para el 3 de mayo de 1942, Santos, quien aún era presidente del país, trató de evitar el regreso de López Pumarejo al poder, poniéndole en el camino a su copartidario Carlos Arango Vélez. En las elecciones de marzo de 1941, un tercio del Congreso elegido resultó lopista , otro tercio, anti-reeleccionista y el otro, conservador. Sin embargo, López contó con el apoyo de los liberales y los comunistas, derrotando en las urnas a Arango, apoyado por los conservadores, y convirtiéndose en presidente por segunda ocasión.

## Postgobierno

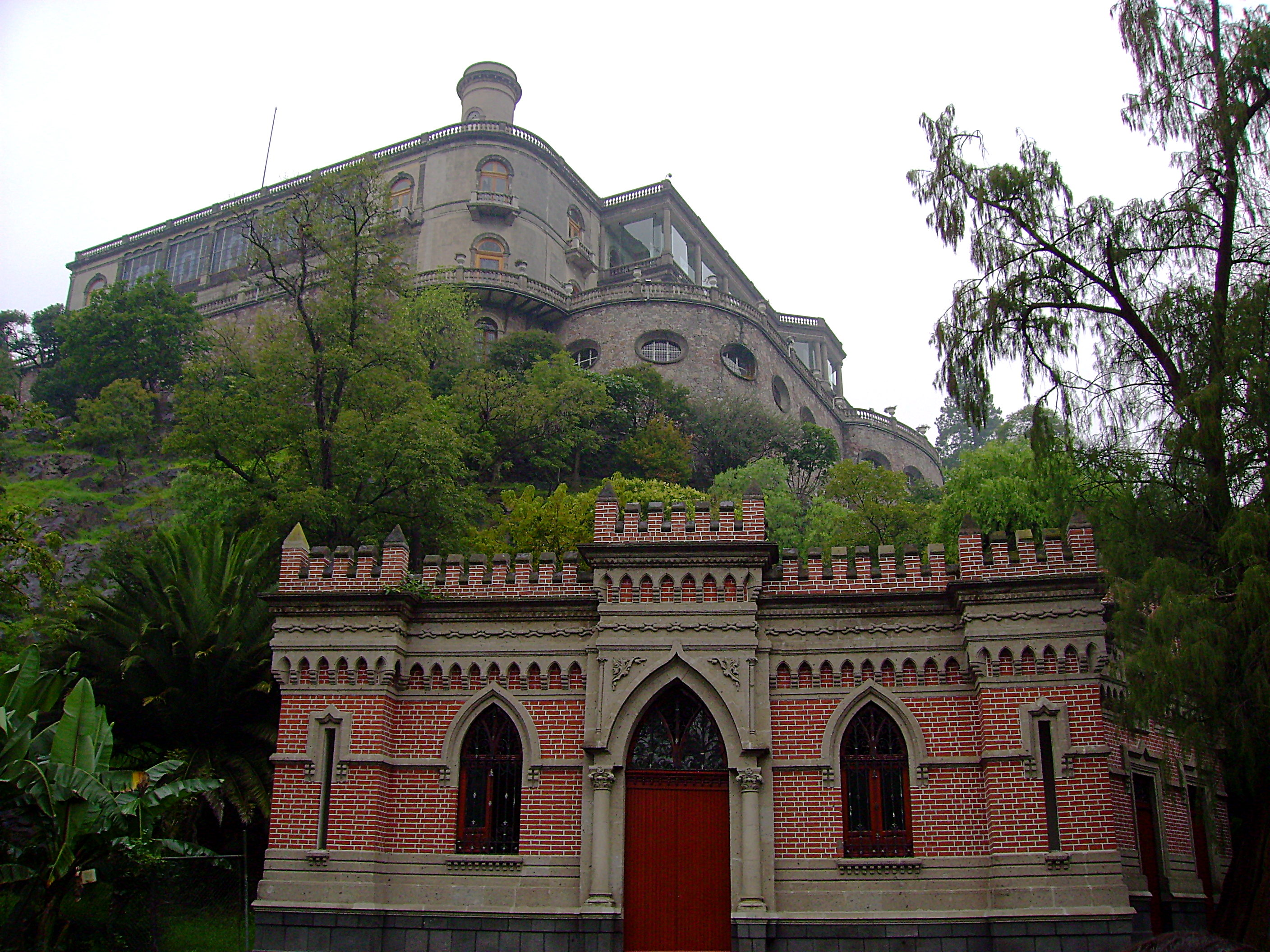
Castillo de Chapultepec, México.

Santos le entregó el poder a López el 7 de agosto de 1942, en un hecho sin precedentes, ya que había sido su sucesor y ahora era su antecesor. Recién salido del gobierno, fue nombrado miembro de la Academia Colombiana de Historia, renunciando a su pensión presidencial en favor de su membresía en la academia. Fue presidente de éste órgano en cuatro períodos distintos a lo largo de los años cuarenta y cincuenta.
En 1945, Santos promovió el acercamiento entre los países de la región durante la posguerra, logrando la firma del Acta de Chapultepec en México, y con la cual los países firmantes se comprometieron a defender a uno de sus miembros ante agresión extranjeras, y se establecieron medidas de sanción para los países miembros en caso de infracción de los acuerdos. El acta, abiertamente proestadounidense, se enriqueció luego con la fundación de la OEA de 1948.
Luego de su mandato, el expresidente Santos se consolidó como el líder de la facción moderada y centrista de su partido, y promovió a Gabriel Turbay para las elecciones de 1946, apoyando su candidatura. Turbay fue vencido por el conservador Mariano Ospina Pérez por la división del liberalismo oficialista que apoyaba a Turbay y la facción disidente adepta al influyente abogado y líder Jorge Eliecer Gaitán. La influencia de Gaitán dentro del Partido Liberal fue tal que en 1947 le arrebató la dirección del partido a Eduardo Santos, que salió del país para alejarse del partido y de la política.

### El Bogotazo y recrudecimiento de La Violencia

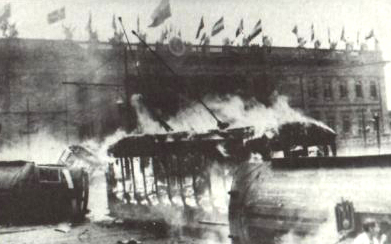
Tranvías ardiendo durante el Bogotazo.

Luego de su regreso al país y durante los sucesos del Bogotazo, el 9 de abril de 1948, el Partido Liberal acudió a negociar en el Palacio de San Carlos con el gobierno del conservador Ospina Pérez, una solución pacífica al caos que se vivía en la ciudad a raíz del asesinato de Gaitán y la consecuente vacancia de la dirección del partido. 
Las negociaciones concluyeron con la designación de Eduardo Santos para suceder en el poder a Ospina ante su inminente renuncia. Sin embargo, Santos vio frustrado su intento de llegar por segunda vez a la presidencia de Colombia, porque Ospina no cumplió su promesa.
El clima de violencia desencadenó el incendio del 6 de septiembre de 1952, en que las instalaciones del periódico de la familia Santos fueron parcialmente destruidas por conservadores sectarios que buscaron vengar el asesinato de unos policías a manos de guerrillas liberales. Otras propiedades de dirigentes liberales sufrieron daños similares.

### Golpe de Estado de 1953

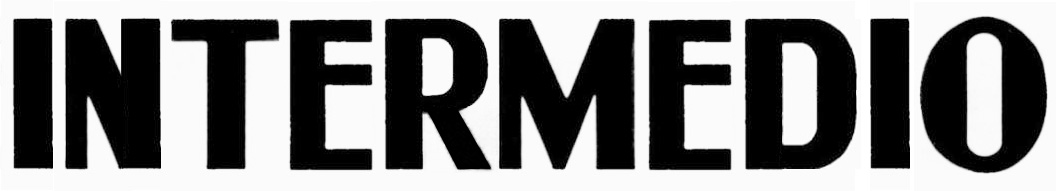
Logo de Intermedio

Con el derrocamiento de Laureano Gómez en 1953, quien sucedió a Ospina en 1950, Santos comenzó a mostrarse abierto opositor al nuevo gobierno militar del general Gustavo Rojas Pinilla, quien fue apoyado por el propio Ospina Pérez. El 3 de agosto de 1955 el gobierno clausuró el periódico cuando su director Roberto García-Peña se negó a rectificar una información sobre la muerte de un periodista y su hijo en Pereira. 

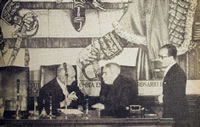
El expresidente Santos junto al electo presidente Laureano Gómez en el Capitolio bajo el Mural de Bolívar y Santander, 1949.

En su reemplazo apareció después Intermedio, el 21 de febrero de 1956, publicado por la Casa Editorial El Tiempo, empresa que fundó el propio Eduardo Santos para evitar el despido de los trabajadores y la quiebra económica. Enrique Santos Montejo "Calibán" estuvo a cargo de la dirección de este nuevo periódico. Pese a la censura, Rojas le pidió a los hermanos Santos que volvieran a poner en circulación a El Tiempo, pero se negaron a hacerlo mientras se mantuviera la dictadura. Intermedio se publicó hasta el 7 de junio de 1957 y al otro día reapareció El Tiempo

### Frente Nacional
En 1957, tras la renuncia del general Rojas Pinilla, Eduardo Santos fue uno de los miembros de la Comisión bipartidista que se encargó de reordenar el sistema democrático del país, convocada por la Junta Militar que sucedió a Rojas. Como líder influyente del liberalismo y dueño de un periódico clave en Colombia, Santos apoyó la candidatura del liberal Alberto Lleras Camargo para las elecciones de 1958. En 1959 viajó a Nueva York con la intención de radicarse allí, pero su esposa falleció en marzo de 1960, permanenciendo desde entonces viudo y en la más completa soledad.
En 1969, Santos donó al Museo Nacional de Colombia una colección de sus objetos personales, tales como retratos suyos y la banda presidencial de su posesión presidencial del 7 de agosto de 1938. Sus condecoraciones se las heredo a su sobrino político Leopoldo Montejo Campuzano, quien era pariente de la periodista Consuelo Salgar de Montejo. Las condecoraciones también pasaron a la colección del Museo Nacional de Colombia. 
En sus últimos años, Eduardo Santos se dedicó al periodismo desde su periódico, a la historia a través de la Academia Colombiana de Historia (que lo nombró presidente honorario en 1962), y a la defensa del sistema del Frente Nacional, apoyando las candidaturas y gobiernos de Guillermo León Valencia, Carlos Lleras Restrepo y finalmente de Misael Pastrana, mostrándose feroz opositor a la campaña presidencial de Gustavo Rojas Pinilla en 1970. También sacó avante proyectos que tenía en mente realizar con su difunta esposa, como el Hospital Clarita Santos y el Hospital Lorencita Villegas.

### Muerte y funerales
Eduardo Santos Montejo falleció en su mansión de la calle 67 con carrera 13 en Bogotá, en la madrugada del jueves 27 de marzo de 1974, a los 85 años, como consecuencia de una embolia pulmonar agravada por una enfermedad renal que padecía desde comienzos del año. En el momento de su deceso, Santos estaba acompañado por un familiar de su difunta esposa, una de sus primas maternas y dos enfermeras que le estaban brindando sus últimos cuidados. Su salud estaba bajo el cuidado del médico Jorge Cavelier. 
De acuerdo con la novela de semificción histórica, El Tío (publicación estigmatizada por sus familiares), Santos murió en completa soledad (pues no había dejado descendencia), ya que si bien estaba acompañado por familiares lejanos, su familia inmediata no estuvo presente en sus últimos días, quedando al cuidado de las mencionadas enfermeras y de sus dos criados de confianza. Su sobrino Hernando y la esposa de éste, Helena Calderón, se pusieron al frente de sus homenajes de acuerdo con la última voluntad de Eduardo.
Sus honran fúnebres, que se realizaron con toda la pompa propia de un expresidente (contrario, al parecer, a su voluntad final), se realizaron en la Catedral Primada de Colombia en Bogotá, y a ellas asistieron distinguidos miembros de la política y la sociedad colombiana, además de un sinnúmero de curiosos y ciudadanos de a pie que se agolparon en la Plaza de Bolívar para poder ver su féretro. Posteriormente se hizo un recorrido hasta el Cementerio Central de Bogotá, donde reposan sus restos desde entonces. La caravana mortuoria hizo una parada especial por las instalaciones del periódico El Tiempo.

## Familia

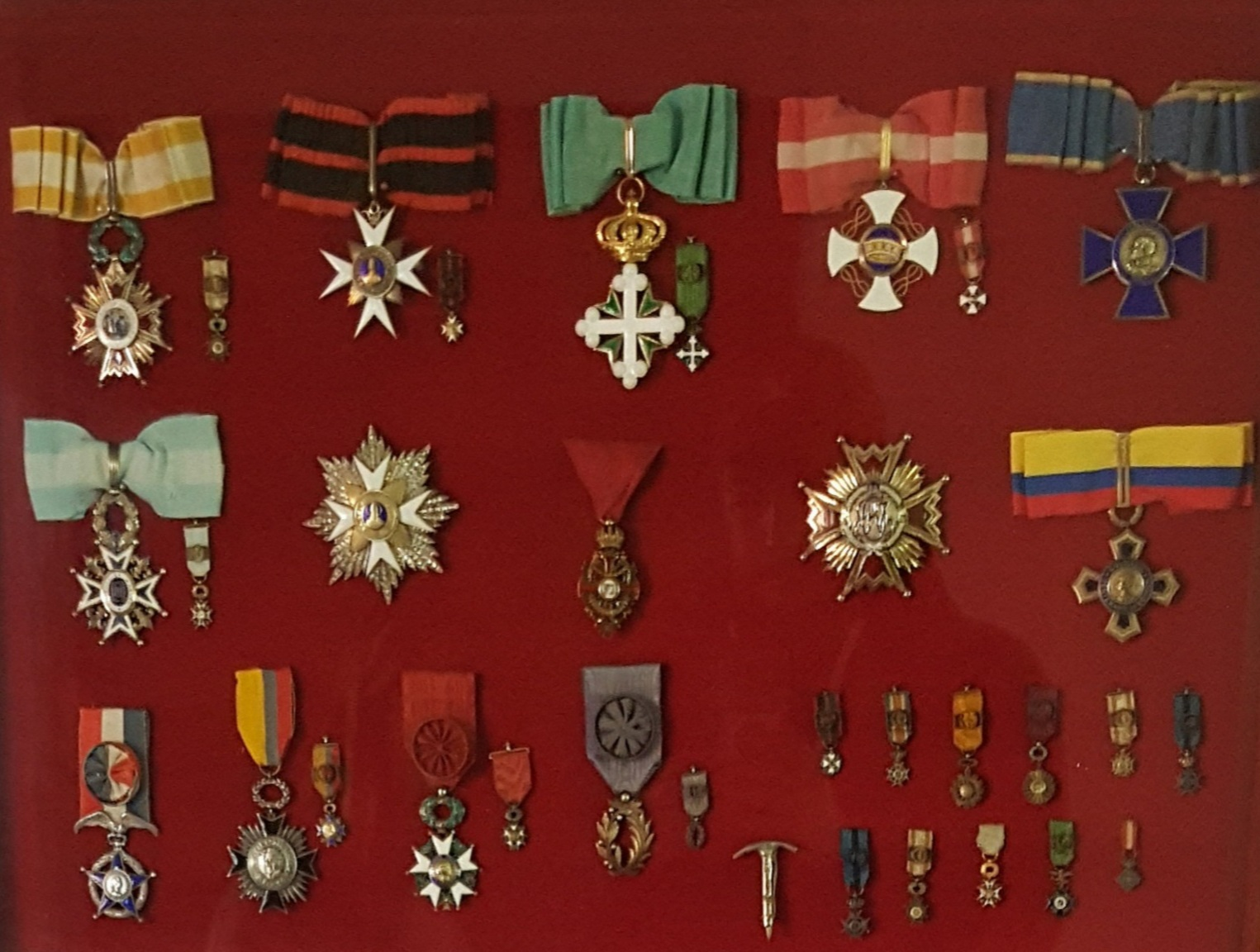
Medallas otorgadas a Santos Montejo, entre ellas la Cruz de Boyacá. Colección privada de la familia Montejo, Museo Nacional de Colombia, Bogotá.

Eduardo Santos Montejo fue miembro de la primera generación de la Familia Santos, la cual ha tenido dos presidentes y personalidades destacadas en Colombia.Su padre fue el político y periodista Francisco Urbano Santos Galvis (quien se suicidió en 1900) y su madre, Leopoldina Vitalia de las Mercedes Montejo Camero, siendo sus hermanos María Luisa, Hernando, Enrique, Jorge, Guillermo, Julio y Gustavo Santos Montejo, sobreviviendo a la adultez únicamente él y 4 de sus hermanos. 

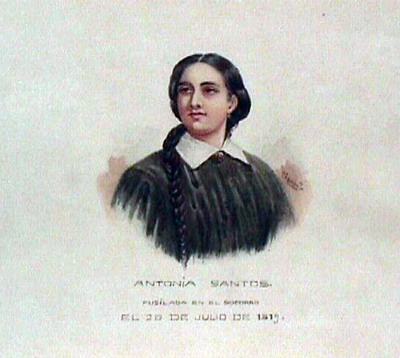
Dibujo de Roberto Páramo Tirado, 1910. Hace parte de la donación de Santos al Museo nacional de Colombia de Bogotá.

Su padre era sobrino de Antonia Santos Plata, heroína de la independencia de Colombia, mientras que madre era tía de Leopoldo Montejo Peñarredonda, esposo de la periodista Consuelo Salgar Jaramillo, quien a su vez era nieta del expresidente Eustorgio Salgar. Salgar de Montejo, como era más conocida, fue la creadora del canal 9, el primer medio de comunicación en televisión privado en la historia de Colombia, y del periódico El Bogotano, que sigue vigente en la actualidad. Otro de sus familiares lejanos era su amigo y médico personal, Jorge Cavelier Gaviria, quien era esposo de una sobrina nieta de Leopoldina Montejo.

### Matrimonio

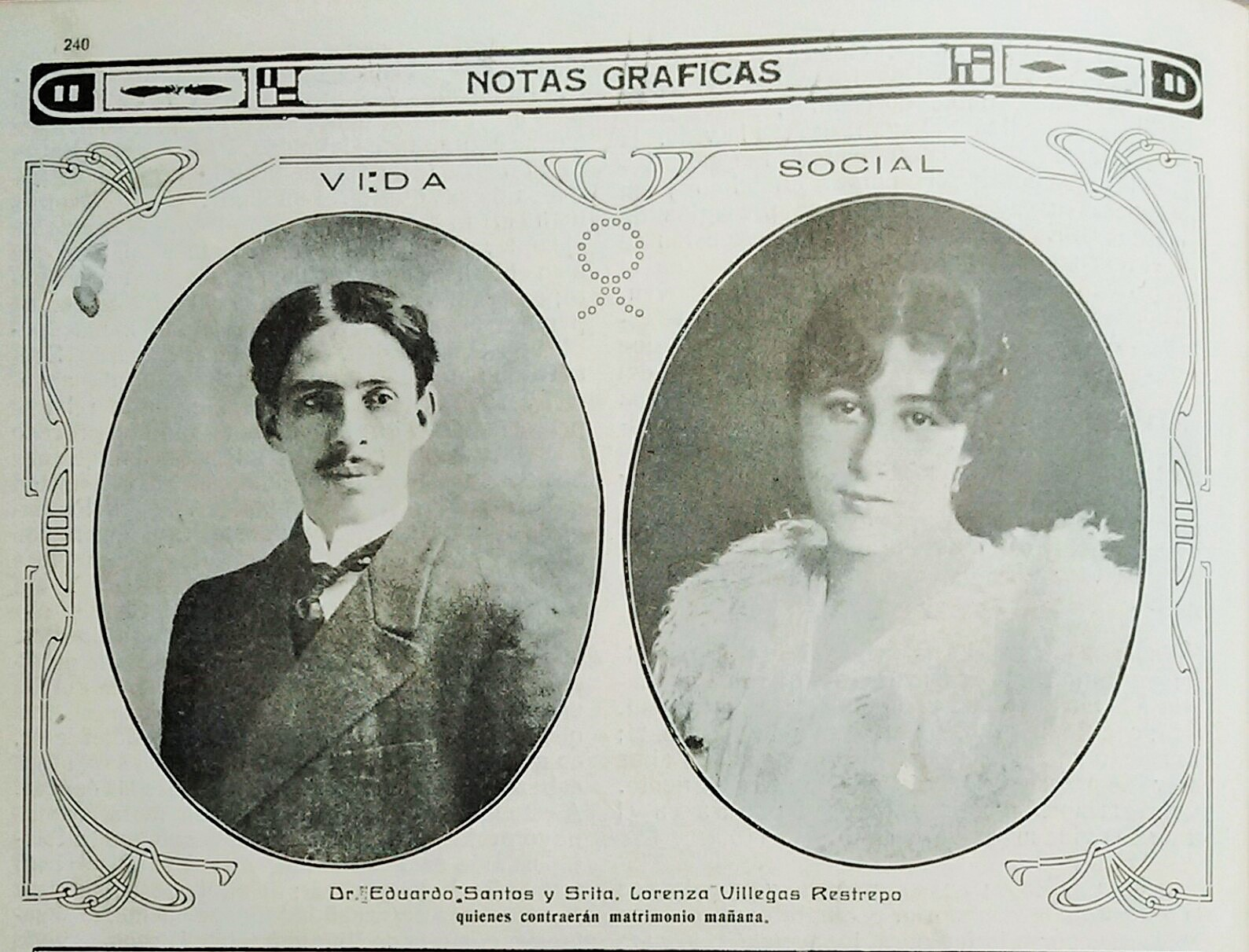
Eduardo Santos y Lorenza Villegas de Santos, publicada un día antes de contraer matrimonio. Revista el gráfico ilustraciones, historia, información, literatura y variedades. Nro. 381; 24 de noviembre de 1917.

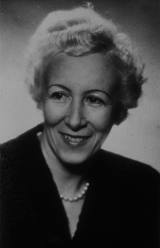
Su esposa, Lorenza Villegas en 1938.

Eduardo Santos contrajo nupcias el 23 de noviembre de 1917 con Lorenza Villegas Restrepo, hermana de su socio Alfonso Villegas, con quien tuvo a su única hija, Clara Santos Villegas, que murió en 1926 afectada por la escarlatina, con apenas 3 años. Esa prematura muerte marcó para siempre la personalidad de Santos y su esposa, quienes decidieron no volver a tener hijos, y murieron sin dejar descendencia.

### Líneas colaterales
Era hermano de Enrique Santos, quien, bajo el seudónimo de Calibán, fue columnista de El Tiempo desde 1913 y padre de Hernando Santos Castillo (director del periódico entre 1981 y 1999) y Enrique Santos Castillo (jefe de redacción y editor general entre 1942 y 2001). Este último fue además padre de Juan Manuel Santos, Presidente de Colombia entre 2010 y 2018, de Enrique Santos Calderón, cofundador de la revista Alternativa, y de Luis Fernando Santos, gerente de El Tiempo durante 25 años (1972-1997) y presidente de la casa Editorial durante una década (1997-2007)
Por su parte Hernando Santos Castillo, fue padre del periodista Francisco Santos Calderón, vicepresidente de Colombia 2002-2010, y de Rafael Santos Calderón, codirector de El Tiempo entre 1999 y 2009, y rector universitario.

### La polémica deEl Tío
Dos años después de su muerte, un desconocido Félix Marín publicó un novela llamada El Tío, en la cual narra la difícil relación que llevaba Eduardo con sus familiares. El libro ha sido objeto de polémica porque la familia siempre lo ha perseguido considerando que su contenido es altamente difamatorio. En la publicación se describe que Eduardo no veía con buenos ojos a las esposas de sus sobrinos Hernando y Enrique (Hernán y Henry en el libro).

## Homenajes
Santos le da nombre a dos barrios, uno en Bogotá, y el otro en Medellín. En Barranquilla un corregimiento fue nombrado en su honor. Igualmente el IED Eduardo Santos de Bogotá. También le da nombre a dos hospitales, uno en Istmina, Chocó, y el otro en la Unión, Nariño. Asimismo, en Bucaramanga una importante avenida que comunica hacia el Estadio Alfonso López lleva su nombre. El Estadio de fútbol de Santa Marta llevaba su nombre.

## En la cultura popular
- Pese a que no se le menciona directamente, se considera que Santos encarna el protagonista del libro El Tío.